# Пондиконисион (Ханья)
Пондикони́сион (греч. Ποντικονήσιον) или Пондикони́си (Ποντικονήσι) — необитаемый остров в Греции, в Эгейском море у полуострова Грамвуса на западной оконечности Крита. Относится к общине (диму) Кисамос в периферийной единице Ханье в периферии Крит. Наивысшая точка 130 м над уровнем моря.